# Aeroportul Be'er Sheva
Aeroportul Be'er Sheva (IATA: BEV, ICAO: LLBS) este un aeroport din Beer Șeva, Sub-districtul Beer Sheva⁠(d), Districtul de Sud, Israel ce deservește zona Beer Șeva.
Situat la o altitudine de 200 m, aeroportul dispune de o singură pistă. Este operat de Ayit Aviation and Tourism⁠(d).